# Kapyl
Kapyl (en biélorusse : Капыль ; en alphabet lacinka : Kapyl') ou Kopyl (en russe : Копыль) est une ville de la voblast de Minsk, en Biélorussie, et le centre administratif du raïon de Kapyl. Sa population s'élevait à 9 733 habitants en 2015.

## Géographie
Kapyl est située à 95 km au sud-est de Minsk.

## Histoire
La première mention écrite de Kapyl remonte à l'année 1274 : c'était alors une ville fortifiée, qui prit de l'importance au siècle suivant. Elle est mentionnée dans l'atlas d'Ortelius de 1574. Au cours du XIVe siècle, Kapyl faisait partie du Grand-duché de Lituanie. En 1395, elle entra en possession du prince Vladimir Olgerdovitch et de ses héritiers, la famille Olelkovitch, dans laquelle elle resta jusqu'en 1612. Kapyl fit partie de la dot de Zofia Olelkowicz Słucka et fut l'une des sept villes fortifiées laissées à son mari Janusz Radziwiłł à sa mort en 1612. Kapyl fut assiégée à maintes reprises par les Tatars et mise au sac au moins une fois au cours du XVIe siècle. Le 27 août 1652, Kapyl reçut son autonomie (droit de Magdebourg) et gagna son propre sceau, un blason représentant un cor de chasse sur un champ d'or. À ce privilège s'ajouta le droit de tenir des foires commerciales et des ventes aux enchères hebdomadaires. Pendant le XVIe siècle le tissage s'établit dans la ville, y compris la production de velours. Pas moins de six corporations organisaient l'industrie du tissage, témoignant de son importance.
Le deuxième partage de la Pologne attribua Kapyl à l'Empire russe en 1793. À partir de 1832, elle fut un bien personnel du prince Wittgenstein. Pendant le XIXe siècle, l'économie se développa avec l'activité d'une brasserie, de moulins. Kapyl possédait également trois écoles, des églises, y compris un temple calviniste et deux synagogues. Au début du XXe siècle, la majorité de la population était juive. En 1924, Kapyl devient un centre administratif de raïon. En 1938, le village accède au statut de commune urbaine. Pendant la Seconde Guerre mondiale, les juifs de la ville sont enfermés dans le Ghetto de Kapyl de juin 1941 à juillet 1942 et 3 500 y sont tués. La zone Sloutsk-Kapyl fit l'objet d'une opération militaire allemande du nom de code « Erntefest II », qui se termina en février 1943. Bien que visant manifestement à réprimer les activités des partisans soviétiques dans la zone de l'opération, elle aboutit à la mort de 2 325 habitants (contre la perte de six soldats allemands), ce qui ne peut être caractérisé que comme une campagne de terreur. Kapyl accéda au statut de ville en 1984.

## Population
Recensements (*) ou estimations de la population :
| 1897* | 1923* | 1926* | 1959* | 1970* | 1979* |
| ----- | ----- | ----- | ----- | ----- | ----- |
| 4 463 | 3 563 | 3 927 | 5 444 | 4 654 | 6 764 |

| 1989* | 1999*  | 2009* | 2013  | 2014  | 2015  |
| ----- | ------ | ----- | ----- | ----- | ----- |
| 9 538 | 10 800 | 9 938 | 9 858 | 9 834 | 9 733 |